# 江原神社
江原神社（日语：／ Kōgen Jinja；：／）是位於日治朝鮮江原道春川郡（現大韩民国江原特別自治道春川市）的神社。社格為國幣小社。
祭神為天照大神、明治天皇、國魂大神、素戔嗚尊。增祀素戔嗚尊是因為春川牛頭山（含義湘峰、別有山等）是《日本書紀》卷第一段第八一書第四所載素戔嗚尊天降新罗所居曾茂梨的推定地。

## 歷史

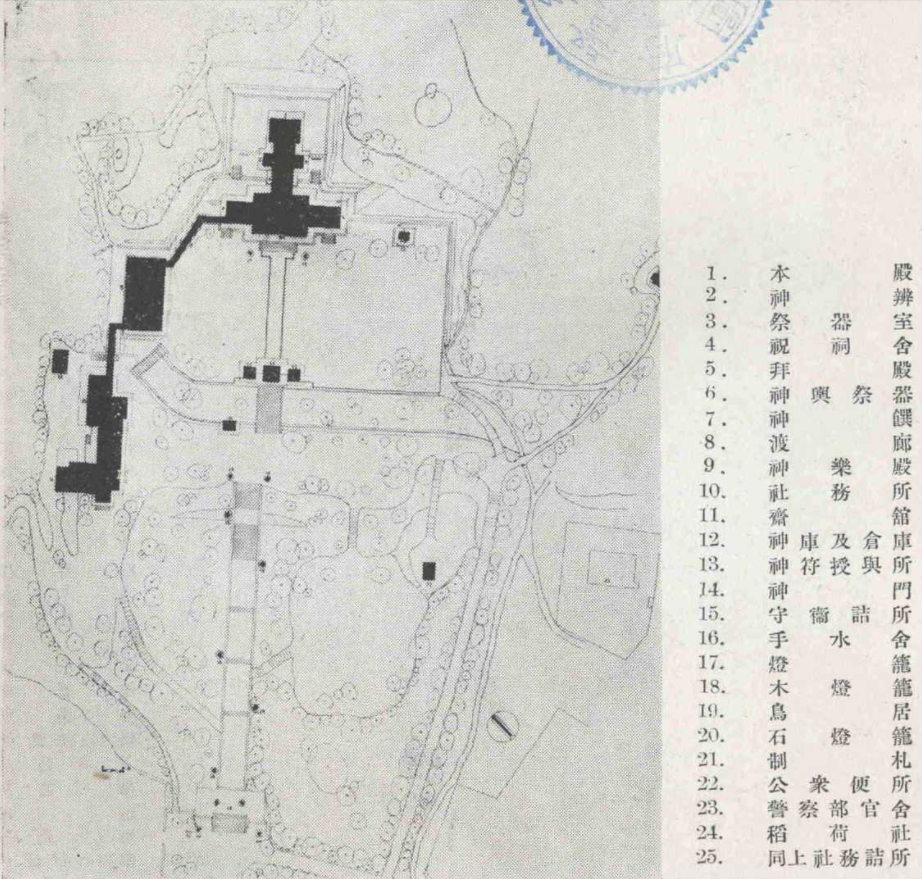
配置圖

江原神社始於1913年（大正2年），在春川邑鳳儀山作為皇大神宮遙拜所而建的神祠。
1915年（大正4年）10月1日，神社寺院規則（大正4年朝鲜总督府令第82號）施行，為避免廢祠，申請在要仙堂里建立神社，1918年（大正7年）3月14日獲准建立春川神社。8月17日舉行地鎮祭，興建本殿（神殿）等建築，次年6月30日竣工，並於7月7日舉行鎮座祭。
1936年（昭和11年）8月11日，列道供進社。次年8月23日，獲准增祀國魂大神與素戔嗚尊，1938年（昭和13年）6月16日更名江原神社，以明確道社地位。1937年組織奉贊會，準備紀元二千六百年，為能列國幣社，整備社殿，1941年（昭和16年）10月1日與全羅南道光州府光州神社同列國幣小社。
神社於日本投降，第二次世界大战戰敗後的1945年（昭和20年）11月17日廢止。
本殿、拜殿、楼門等主要建築採朝鮮樣式。江原神社舊址1956年建成春川世宗酒店（춘천세종호텔），由於建築是朝鮮樣式，基本免遭破壞，舊宮司宅、楼門、石段、石疊等成為酒店一部份而使用。

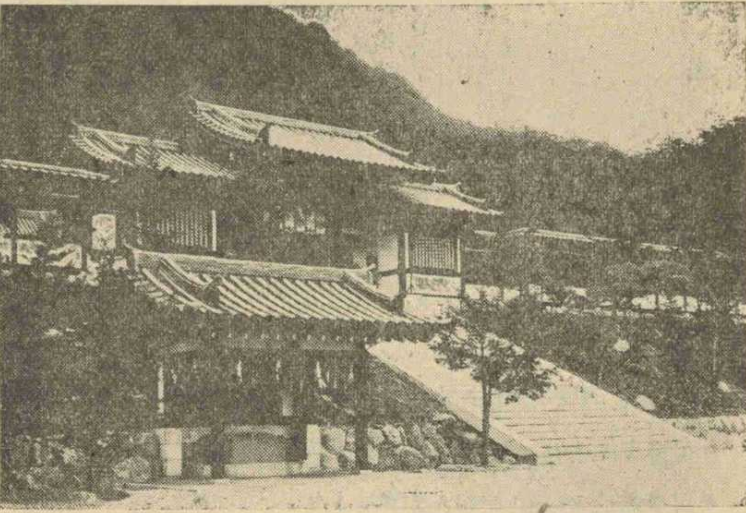
神門與手水舍
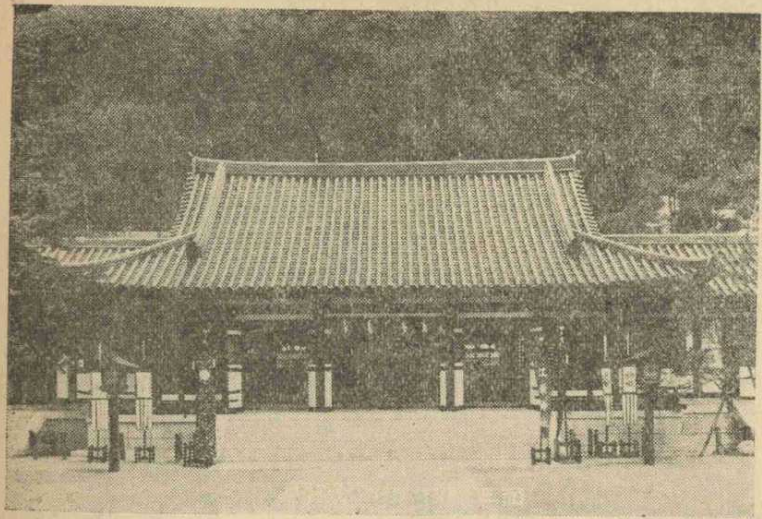
拜殿全景
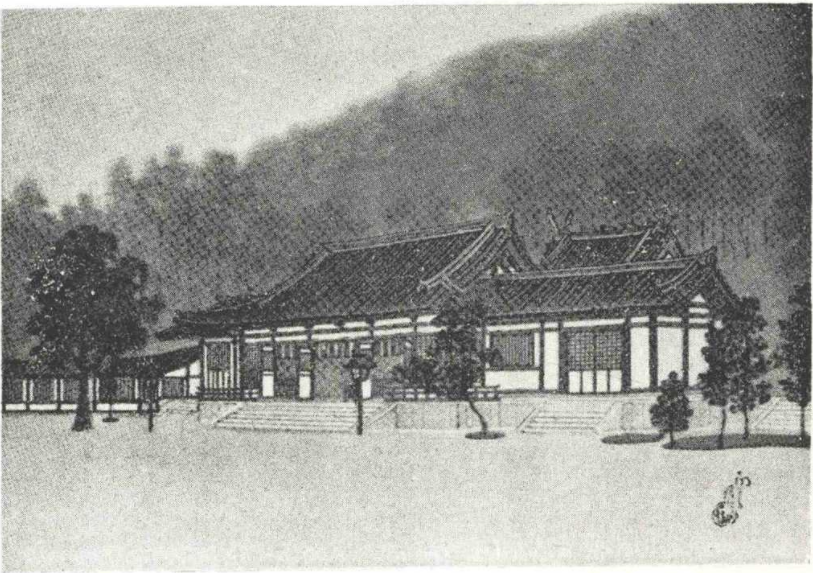
本殿與拜殿

### 引用
1. ↑  經濟雜誌社 (编).  . . 國史大系 1 (經濟雜誌社). 1897: 37. 國立國會圖書館書誌ID：000000866748. 素戔鳴尊帥其子五十猛神。降到於新羅國。居曾尸茂梨之處。
2. 1 2 3 4  . 亞洲歷史資料中心 （日语）.
3. ↑   : 170
4. ↑   : 83
5. ↑   . 每日新報. 1938-06-24: 3.
6. ↑   : 1
7. ↑   : 1
8. ↑  . 神奈川大學.   [2021-11-06]. （原始内容存档于2021-11-06）.

### 來源
- 青野正明.  . 大濱徹也  (编). . 1999. ISBN 4-88708-256-8.